# Simón Bolívar (película de 1969)
La Epopeya de Bolívar es una película dramática española de 1969 dirigida por Alessandro Blasetti. Fue estrenada en el 6º Festival Internacional de Cine de Moscú.

## Reparto
- Maximilian Schell como Simón Bolívar.
- Rosanna Schiaffino como Consuelo Hernández.
- Francisco Rabal como José Antonio Del Llano.
- Barta Barri.
- Elisa Cegani como Conchita Díaz Moreno.
- Ángel del Pozo.
- Luis Dávila como Carlos.
- Manuel Gil.
- Sancho Gracia.
- Tomás Henríquez como Negro Primero.
- Julio Peña como señor Hernández.
- Conrado San Martin como gen. José Antonio Paez.
- Fernando Sancho como Fernando Gonzales.
- Magdalena Sánchez.[1]

## Reconocimientos

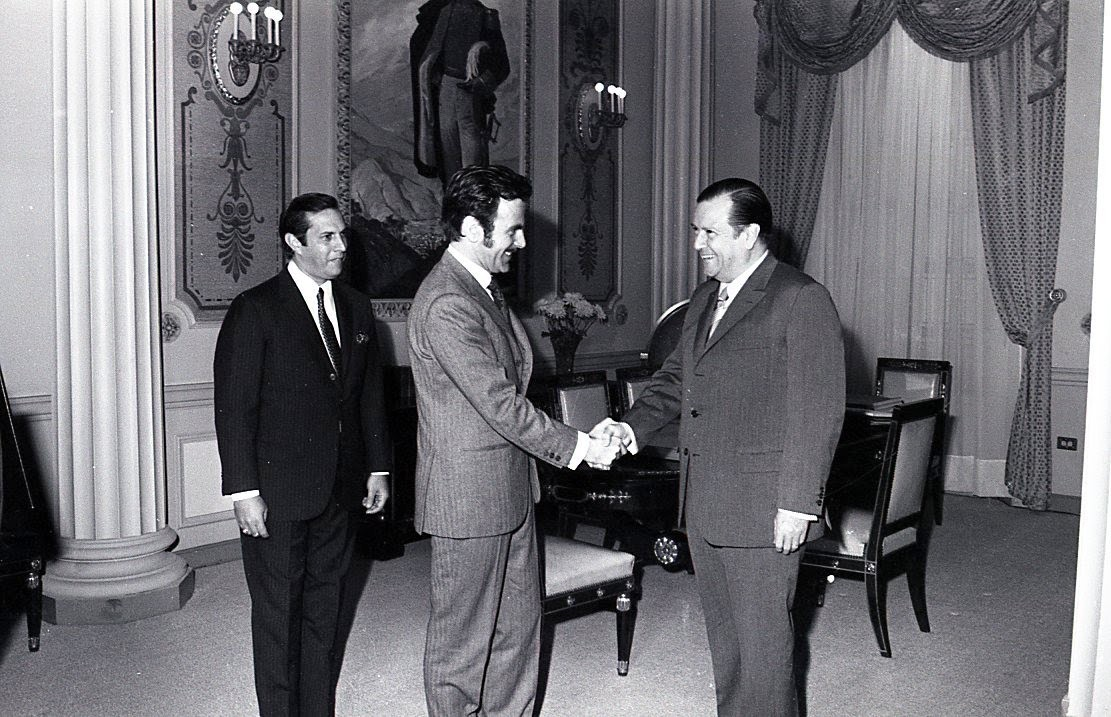
El actor Maximilian Schell durante una visita al presidente de Venezuela, Rafael Caldera, en el Palacio de Miraflores. 4 de diciembre de 1969.

Festival Internacional de Cine de Moscú de 1969
| Categoría       | Resultado |
| --------------- | --------- |
| Sección oficial | Incluida  |